# مارتن بايك
مارتن بايك (بالإنجليزية: Martin Pike)‏ هو لاعب كرة قدم بريطاني في مركز ظهير ‏، ولد في 21 أكتوبر 1964 في ساوث شيلدز ‏ في المملكة المتحدة. لعب مع بولتون واندررز وشيفيلد يونايتد ونادي بيتربورو يونايتد ونادي ترانمير روفرز ونادي روذرهام يونايتد ونادي فولهام.